# Stara Osota, Oleksandrivka
Stara Osota (în ucraineană Стара Осота) este localitatea de reședință a comunei Stara Osota din raionul Oleksandrivka, regiunea Kirovohrad, Ucraina.

## Demografie
Componența lingvistică a localității Stara Osota
     Ucraineană (98,7%)
     Alte limbi (0,76%)
Conform recensământului din 2001, majoritatea populației localității Stara Osota era vorbitoare de ucraineană (98,7%), existând în minoritate și vorbitori de alte limbi.